# Трансильванская лотерея

Плоскость Фано

Трансильванская лотерея — это лотерея, в которой игрок выбирает три числа от 1 до 14 включительно для каждого купленного им билета, и еще три числа выбираются случайно. Игрок выигрывает, если два из трех чисел на его билете совпадают с двумя из трех случайно выбранными. Задача о числе билетов, которые игрок должен купить для выигрыша, может быть решена с помощью плоскости Фано..
Решением является покупка 14 билетов, которые делятся на две группы по семь билетов. Один набор из семи соответствует каждой прямой в плоскости Фано с номерами 1—7, вторая — с номерами 8—14, т.е.:
1-2-5,    1-3-6,    1-4-7,    2-3-7,    2-4-6,    3-4-5,    5-6-7,    8-9-12,    8-10-13,    8-11-14,    9-10-14,    9-11-13,    10-11-12,    12-13-14.
Поскольку по меньшей мере два выигрышных номера должны попасть в верхнюю половину (8-14) или в нижнюю (1-7), а каждая верхняя пара и каждая нижняя пара представлена ровно одним билетом, гарантированно получим по меньшей мере два правильных номера в купленных 14 билетах.  В случае, когда два номера окажутся в одной половине, а один — в другой, в 21/26 случаев вы получите один билет с совпадающими числами.  Если все три выигрышных числа окажутся в одной половине (верхней или нижней), вы получите один билет со всеми тремя выигрышными номерами (с вероятностью 1/26), либо три различных билета с совпадением двух чисел (с вероятностью 4/26).